# Noordelijke gekraagde klauwier
De noordelijke gekraagde klauwier (Lanius humeralis) is een zangvogel uit de familie Laniidae (klauwieren). De soort wordt vaak nog samen met de zuidelijke gekraagde klauwier beschouwd (L. collaris) als één soort, onder andere door BirdLife International. Daarom heeft de soort geen eigen vermelding op de Rode Lijst van de IUCN.

## Kenmerken
De noordelijke gekraagde klauwier lijkt sterk op de zuidelijke gekraagde klauwier. De nominaat is van boven echter dofzwart en ook van onder dof in plaats van helder wit. Het vrouwtje heeft een duidelijke kastanjebruine vlek op de flanken en streepjes op de borst. De ondersoort L. h. capelli is echter weer glanzend blauwzwart van boven en helder wit van onder en bij het vrouwtje kan de bruine vlek ontbreken.

## Verspreiding en leefgebied
De noordelijke gekraagde klauwier komt voor in westelijk, centraal en oostelijk Afrika en telt drie ondersoorten:
- L. h. smithii: van zuidelijk Guinee tot zuidwestelijk Soedan en westelijk Oeganda.
- L. h. humeralis: Eritrea en van centraal Ethiopië tot Zambia en noordelijk Mozambique.
- L. h. capelli: van zuidelijk Gabon tot Angola en oostwaarts tot zuidwestelijk Oeganda, Zambia en noordelijk Botswana.

Net als de zuidelijke soort komt deze soort voor in open terrein. 